# Minburn (Iowa)
Pour les articles homonymes, voir Minburn.
Minburn est une ville du comté de Dallas, en Iowa, aux États-Unis. Elle est incorporée le 24 mai 1892. 

## Source de la traduction
- (en) Cet article est partiellement ou en totalité issu de l’article de Wikipédia en anglais intitulé « Minburn, Iowa » (voir la liste des auteurs).